# Clemens Geißler
Clemens Geißler (* 11. Mai 1931 in Heydekrug, Ostpreußen; † 5. Januar 2023) war ein deutscher Entwicklungsforscher. Er war von 1973 bis 1996 Leiter des Instituts für Entwicklungsplanung und Strukturforschung GmbH (bis 1981: Institut für Regionale Bildungsplanung – Arbeitsgruppe Standortforschung) an der Universität Hannover. Geißler war seit 1965 Mitglied in Forschungsausschüssen und Gremien auf Bundes- sowie Länderebene.

## Werdegang
Von 1937 bis 1948 erfolgte der Besuch der Grundschule in Labiau/Ostpreußen sowie der Mittelschulen in Labiau, Tilsit und Paderborn. 1948–1951 absolvierte er eine Maurerlehre mit Besuch der Gewerblichen Berufsschule Paderborn, Gesellenprüfung und Tätigkeit als Maurer.
Von 1951 bis 1954 studierte Geißler an der Staatlichen Ingenieurschule für Bauwesen, Münster/Westf.; mit Ingenieurprüfung und Zuerkennung der Hochschulreife. 1954–1955 hatte er eine Tätigkeit in einem Architekturbüro für Jugend-, Bildungs-, Wohnbauten in Münster/Westf. 1955–1962 folgte ein Studium an der Technischen Hochschule Hannover mit Förderung durch die Studienstiftung des Deutschen Volkes und Diplomprüfung (Architektur/Stadtplanung).
Von 1962 bis 1965 arbeitete Geißler als Wissenschaftlicher Assistent am Institut für Städtebau, Wohnungswesen und Landesplanung, Technische Hochschule Hannover.
1965 erfolgte seine Promotion durch die Technische Hochschule Hannover; er erhielt eine Auszeichnung der Dissertation „Hochschulstandorte – Hochschulbesuch“ durch die Stiftung der Deutschen Gemeinden und Gemeindeverbände zur Förderung der Kommunalwissenschaften.
Von 1965 bis 1973 war er Mitglied der Leitung der Arbeitsgruppe Standortforschung an der Technischen Hochschule Hannover. 1967 folgte die Habilitation, an der Technischen Hochschule Hannover. Im Jahre 1971 war Geißler Apl. Professor an der Technischen Universität Hannover. Von 1973 bis 1996 war er Leiter des Instituts für Entwicklungsplanung und Strukturforschung GmbH (bis 1981: Institut für Regionale Bildungsplanung – Arbeitsgruppe Standortforschung) an der Universität Hannover. 1984 hatte er eine Gastprofessur in Peking (Volksrepublik China).
Geißler war verheiratet und Vater von drei Töchtern.

## Tätigkeiten in Akademien
Geißler ist seit 1969 Mitglied der Deutschen Akademie für Städtebau und Landesplanung und war von 1977 bis 1983 Mitglied des Präsidiums der Deutschen Akademie für Städtebau und Landesplanung als Vorsitzender der Landesgruppe Niedersachsen-Bremen.
1970 war Geißler Korrespondierendes Mitglied und ab 1982 Ordentliches Mitglied der Akademie für Raumforschung und Landesplanung.
Von 1971 bis 1975 war er Vorsitzender der Arbeitsgruppe Regionale Bildungsplanung und von 1989 bis 1995 Vorsitzender des Arbeitskreises Siedlungsstruktur und Bevölkerungsentwicklung.

## Tätigkeiten in Gremien
Seit 1965 war er in Beratungsgremien, insbesondere in den Bereichen soziale Infrastruktur und regionale Entwicklung, Bildung und Wissenschaft, Städtebau und Wohnungswesen, Generationen und Familie sowie Kirche beteiligt. Diese Gremien arbeiten auf unterschiedlichen Ebenen.

### Ebene des Bundes und länderübergreifend
- 1979–2001: Mitglied des Wissenschaftlichen Beirats für Familienfragen beim Bundesminister für Familie, Senioren, Frauen und Jugend, Vorsitzender von 1998 bis 2001
- 1983–1985: Mitglied der Sachverständigenkommission für den 4. Bericht der Bundesregierung über die Lage der Familien in der Bundesrepublik Deutschland
- 1991–1993: Mitglied der Sachverständigenkommission für den 5. Bericht der Bundesregierung über die Lage der Familie im geeinten Deutschland
- 1991–1993: Mitglied der Arbeitsgruppe des Wissenschaftsrates zur Neuordnung des Fernstudiums in Deutschland
- 1995–1997: Mitglied und Vorsitzender der Sachverständigenkommission für den Zweiten Bericht der Bundesregierung zur Lage der älteren Generation in der Bundesrepublik Deutschland
- 1996–1997: Mitglied der vom Bundesministerium für Familie, Senioren, Frauen und Jugend berufenen Jury des Bundeswettbewerbs „Kinder- und Familienfreundliche Gemeinde“

### Landesebene
- 1971–1973: Mitglied und Vorsitzender der vom Kultusminister berufenen Studienkommission für den technischen Hochschulbereich in Schleswig-Holstein
- 1972–1976: Mitglied der Enquete-Kommission der Hamburger Bürgerschaft zur Vorbereitung der Gründung einer zweiten Hamburger Hochschule
- 1972–1976: Mitglied des Gutachtergremiums zur Vorbereitung von Hochschuleinrichtungen in Hamburg-Harburg (Studiengang- und Forschungsplanung)
- 1974–1976: Mitglied des Gründungsausschusses der Fernuniversität des Landes Nordrhein-Westfalen, Vorsitzender der Arbeitsgruppe Regionale Studienzentren
- 1977–1997: Mitglied des Kuratoriums der Fernuniversität des Landes Nordrhein-Westfalen in Hagen
- 1999–2002: Mitglied des Bildungsrates beim Ministerpräsidenten des Landes Niedersachsen

### Stiftungen
- 1980–1990: Mitglied des Auswahlausschusses der Studienstiftung des Deutschen Volkes
- 1984–1997: Mitglied des wissenschaftlichen Beirates der Ludwig-Windthorst-Stiftung
- 1993–2002: Mitglied und Vorsitzender des Kuratoriums der Stiftung Internationales Begegnungszentrum St. Marienthal

## Ehrungen
- 1989: Ehrendoktorwürde (Dr. phil. h. c.) der Universität Hildesheim
- 1998: St.-Benno-Medaille des Bistums Dresden-Meißen
- 1998: Ehrenbürger der Stadt Ostritz / St. Marienthal
- 1999: Verdienstkreuz 1. Klasse des Verdienstordens der Bundesrepublik Deutschland
- 2003: Ehrenvorsitzender des Kuratoriums der Stiftung Internationales Begegnungszentrum St. Marienthal
- 2011: Familiare des Zisterzienserordens, Abtei Waldsassen

## Publikationen
Geißler veröffentlichte in den Jahren 1961–2016 ca. 310 Publikationen.